# ルーヴァン・カトリック大学
ルーヴァン・カトリック大学（ルーヴァン・カトリックだいがく、フランス語: Université catholique de Louvain）はベルギーのルーヴァン＝ラ＝ヌーヴにある総合大学。

## 歴史
1425年にローマ教皇のマルティヌス5世によってルーヴェン（ブリュッセルの東20km）に創立された。オランダ語名はルーヴェン・カトリック大学。
ルーヴェンはオランダ語（フラマン語）圏の町であったが、フランス語による研究・教育も重要とみなされて盛んに行われた。しかし20世紀中盤以降のベルギー言語戦争の激化に伴い、ルーヴェンが位置するフランデレン地域の住民からこの事実に対し反発が生じることとなった。この結果、1968年には大学の分割が行われ、大学新都市であるルーヴァン＝ラ＝ヌーヴ（フランス語圏、ブリュッセルの南東20km）に新しく建設されたルーヴァン・カトリック大学にフランス語を母語とする教員・学生が移動し、30km圏内に由来を同じくする二つの大学が並立して存在することとなった。以降両大学は専らそれぞれオランダ語・フランス語を用いて教育研究を行っている。分割の際、人的資源のみならず図書館の蔵書に至るまでの徹底的な資産分割がなされたため、その後の研究・教育に支障があったといわれる。

## キャンパス
- ルーヴァン＝ラ＝ヌーヴ
  - 医学部を除く全学部

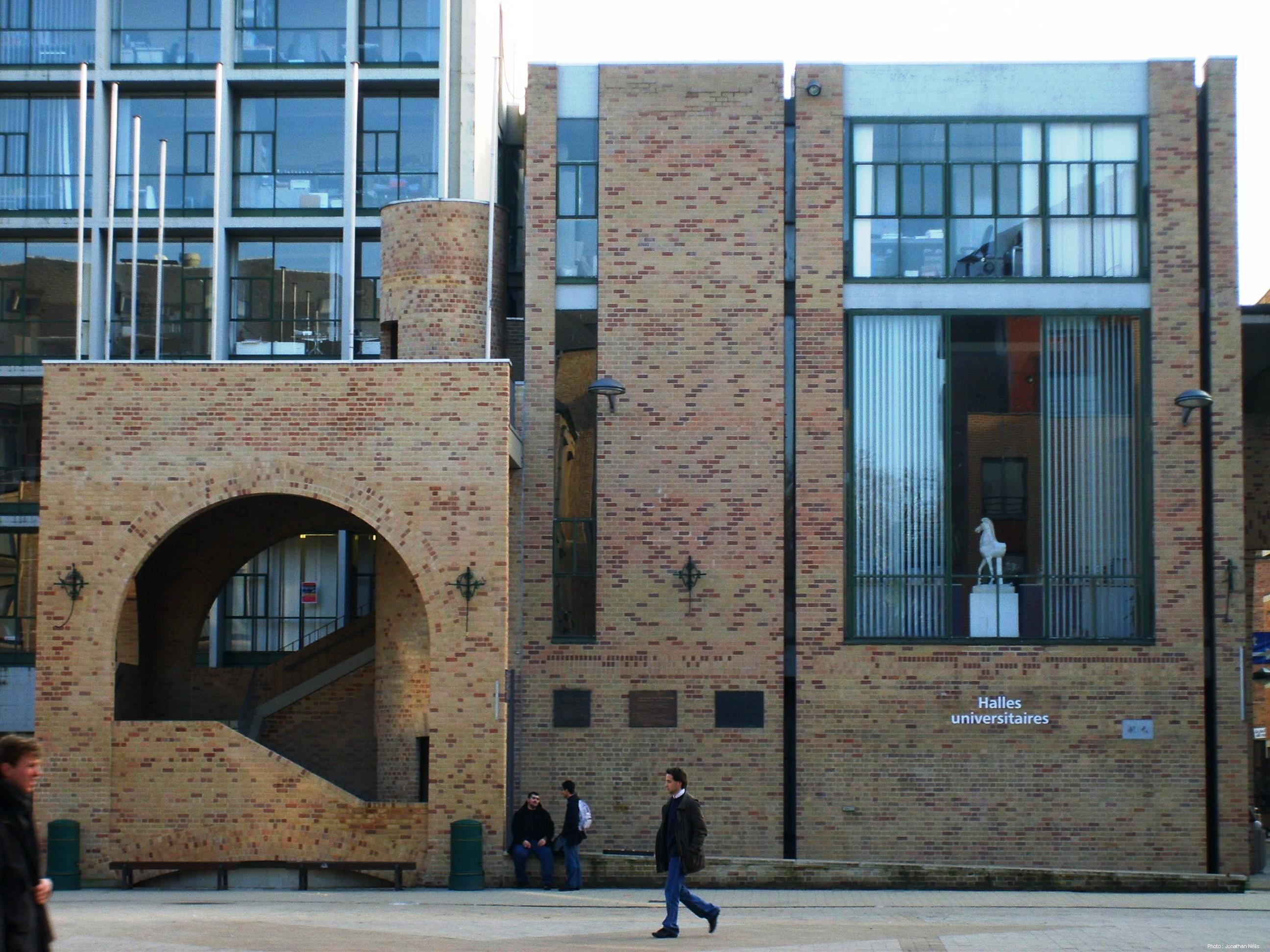
大学ホール

- ウォルウェ・サン・ランベール（ブリュッセル）
  - 医学部

## 組織
- 神学部
- 哲学部
- 法学部
- 経済・社会・政治学部
- 文学部
- 心理学・教育学部
- 理学部
- 工学部
- 応用生物工学部
- 医学部
- 薬学部
- 運動学部

## 学園生活
ルーヴァン・カトリック大学は、9月末に入学手続き/試験（学部による）があり、10月から新学期が始まる。外国人の留学生は、入学試験や講義に備えて、CLL(Centre de la Langue de Louvain-la-Neuve)という言語センターでフランス語講座を夏休み中に受講することが多い。CLLでの生活では、様々なイベントが用意されている。
大学での講義は、主にフランス語、一部英語で行われる。試験は主に筆記試験だが、学年が上がるにつれ教授との口頭試験(l'examen oral)形式も増える。試験前にレポート提出が課せられ、試験点数に反映されるケースもある。
学生は、「コット」とよばれる共同アパートに、他の学生とキッチンやトイレ、シャワーを共同して、個別の部屋を持つ場合がほとんどである。完全な個室の「ストューディオ」もある。「コット」は、何か個別のテーマ（サークル）を持っている場合があり、毎週金曜日の夜にはどこかのコットに学生が集まり、「フェット（祝宴）」（la fête）が行われて、夜中まで歓談したり、ダンスを踊ったりして楽しんでいる。特別なお祭りとして、「24heures」（ヴァン・カトルヴァン・ウール）と呼ばれる、24時間、コットの仲間で自転車をこぐ祭りがある。
試験期間は、毎年、1月ごろと6月ごろになり、その期間は、みな学生は勉学に集中する。12-1月のクリスマス及び新年休み、4月の「イースター」休みがある。もし、1、6月の試験結果で単位が足りない場合は、再試験を9月に受けることができる。夏休みには、だいたいの学生は、ヴァカンスとしてどこか海外に旅行することが多い。

## 著名な卒業生
創立から大学分割までの卒業生はルーヴェン・カトリック大学の項を参照
- ラファエル・コレア - エクアドル共和国大統領、元経済大臣、経済学者